# Медаль «За разминирование» (МЧС)
Меда́ль «За размини́рование» — ведомственная медаль МЧС России, учреждённая приказом Министра по чрезвычайным ситуациям Российской Федерации № 550 от 18 июля 2005 года.

## Правила награждения
Согласно Положению медалью «За разминирование» награждаются военнослужащие войск гражданской обороны, военнослужащие и сотрудники государственной противопожарной службы, работники системы Министерства РФ по делам гражданской обороны, чрезвычайным ситуациям и ликвидации последствий стихийных бедствий, а в отдельных случаях — другие граждане РФ за проявленные самоотверженность, мужество и отвагу, высокий профессионализм:
- при выполнении задач по обнаружению и обезвреживанию взрывоопасных предметов на местности;
- при участии в международных программах, проектах и операциях по разминированию;
- при организации и руководстве разминированием.

## Описание медали
Медаль изготавливается из металла золотистого цвета, имеет форму круга диаметром 32 мм с выпуклым бортиком с обеих сторон. На лицевой стороне медали: в центре — рельефное изображение военнослужащего с миноискателем и бронированной машины разминирования на фоне местности; в нижней части слева — рельефное изображение лавровой ветви. Рисунок полностью повторяет рисунок медали «За разминирование» Министерства обороны России. На оборотной стороне медали рельефная надпись: в центре — в две строки: «МЧС РОССИИ», по кругу в верхней части — «ЗА РАЗМИНИРОВАНИЕ», в нижней части — две лавровые ветви.
Медаль при помощи ушка и кольца соединяется с пятиугольной колодкой, обтянутой шёлковой муаровой лентой шириной 24 мм. С правого края ленты оранжевая полоса шириной 10 мм окаймлена чёрной полосой шириной 2 мм, левее — зелёная полоса шириной 12 мм, посередине которой — красная полоса шириной 2 мм.